# Kostel svatého Havla (Poříčí nad Sázavou)
Kostel svatého Havla v Poříčí nad Sázavou je farním kostelem římskokatolické farnosti Poříčí nad Sázavou. Byl postaven asi na konci 12. nebo na začátku 13. století, dnešní podobu získal v podstatě mezi lety 1745–1750. Z té doby pochází i dřevěná barokně-gotická výbava interiéru, která je dílem Lazara Widemanna. Později byla ještě upravována věž.
Kostel patří mezi vzácné české románské stavby a je chráněn jako kulturní památka České republiky.

## Historie

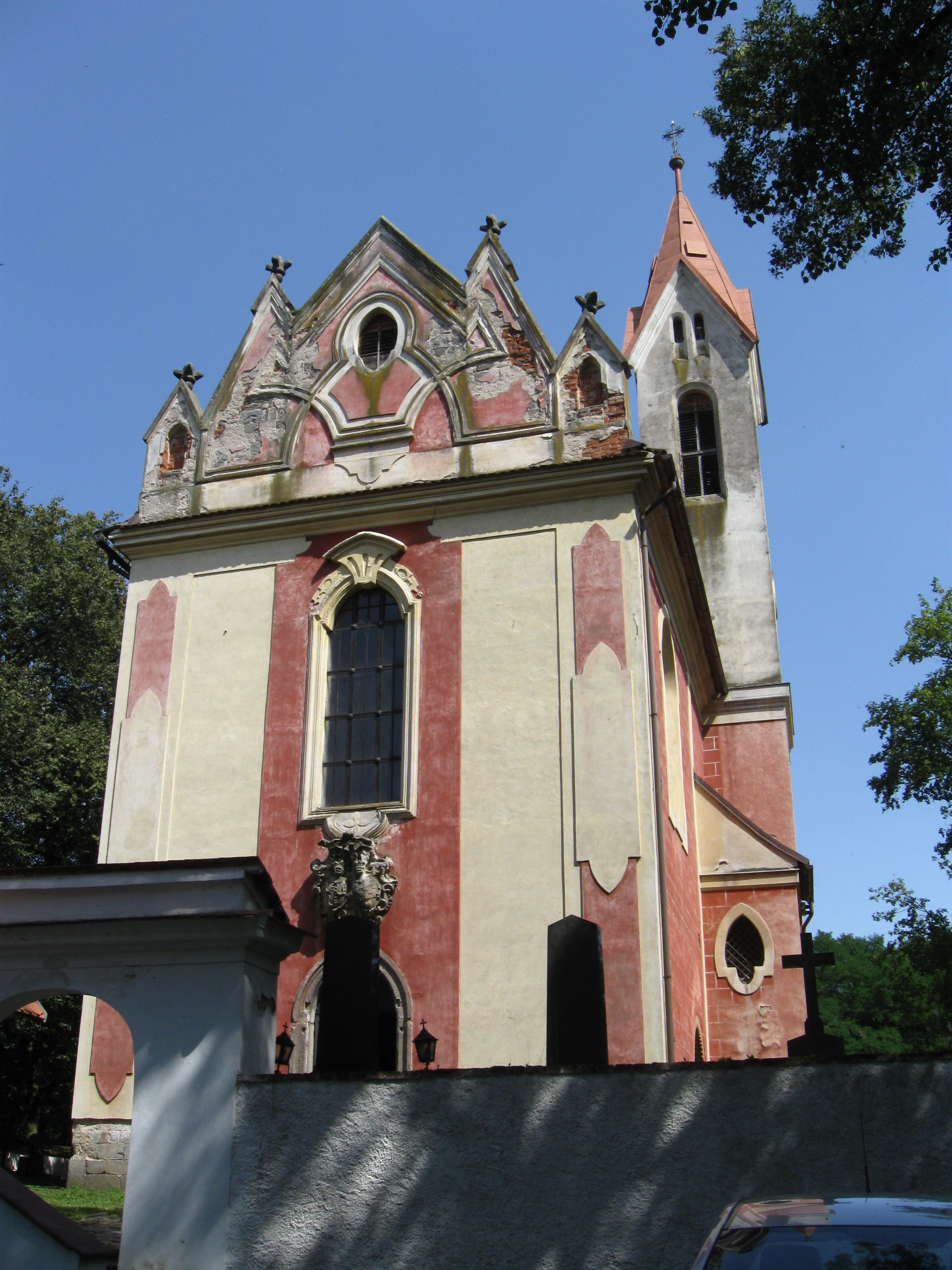
Západní fasáda kostela.

Doba ani okolnosti vzniku tohoto románského kostela nejsou kvůli nedostatku písemných pramenů známy, soudí se však, že byl postaven někdy ke konci 12. či na počátku 13. století. Už z této doby pochází dnešní hmota kostela složená z obdélné lodi, půlkruhové východní apsidy, krypty pod kněžištěm a dvou věží (severní věž je dnes zachována pouze do výše lodi). Kostel měl také románskou tribunu, která byla později nahrazena barokní kruchtou.
Roku 1620 kostel vyhořel, načež byl opraven, nově omítnut (v maltě rýsované kvádry) a jižní věž získala cibulovitou báň. Roku 1677 byl kostel barokizován, ale větších úprav se mu dostalo až v letech 1745–1750 pod patronací Františka Václava hraběte z Vrtby a jeho manželky Marie Anny hraběnky z Klenové. Tehdy byl zazděn původní jižní vchod do kostela a nahrazen současným západním, zároveň byly přistavěny dva obdélníkové přístavky do koutů mezi vnější stěny lodě a západní zdi věží. Tato přestavba zásadně ovlivnila i současnou podobu vnitřku kostela. Původní románská tribuna byla nahrazena kruchtou, byl probourán nový vchod do krypty, a kolem něj byla zbudována schodiště k zvýšenému kněžišti. Interiér také dostal novou řezbářskou výzdobu.
V 19. století byla dřevěná nástavba jižní věže nahrazena dnešní kamennou ve stylu alpských kostelů. V roce 1948 byl na jižní vnější zdi odhalen původní románský portál kostela, který byl roku 1971 restaurován.

## Popis
Interiér kostela tvoří jednotná barokně-gotická řezbářská výzdoba (oltáře, kazatelna, oratoř) z lipového dřeva od sochaře Lazara Widemanna z doby pozdně barokních úprav před polovinou 18. století.

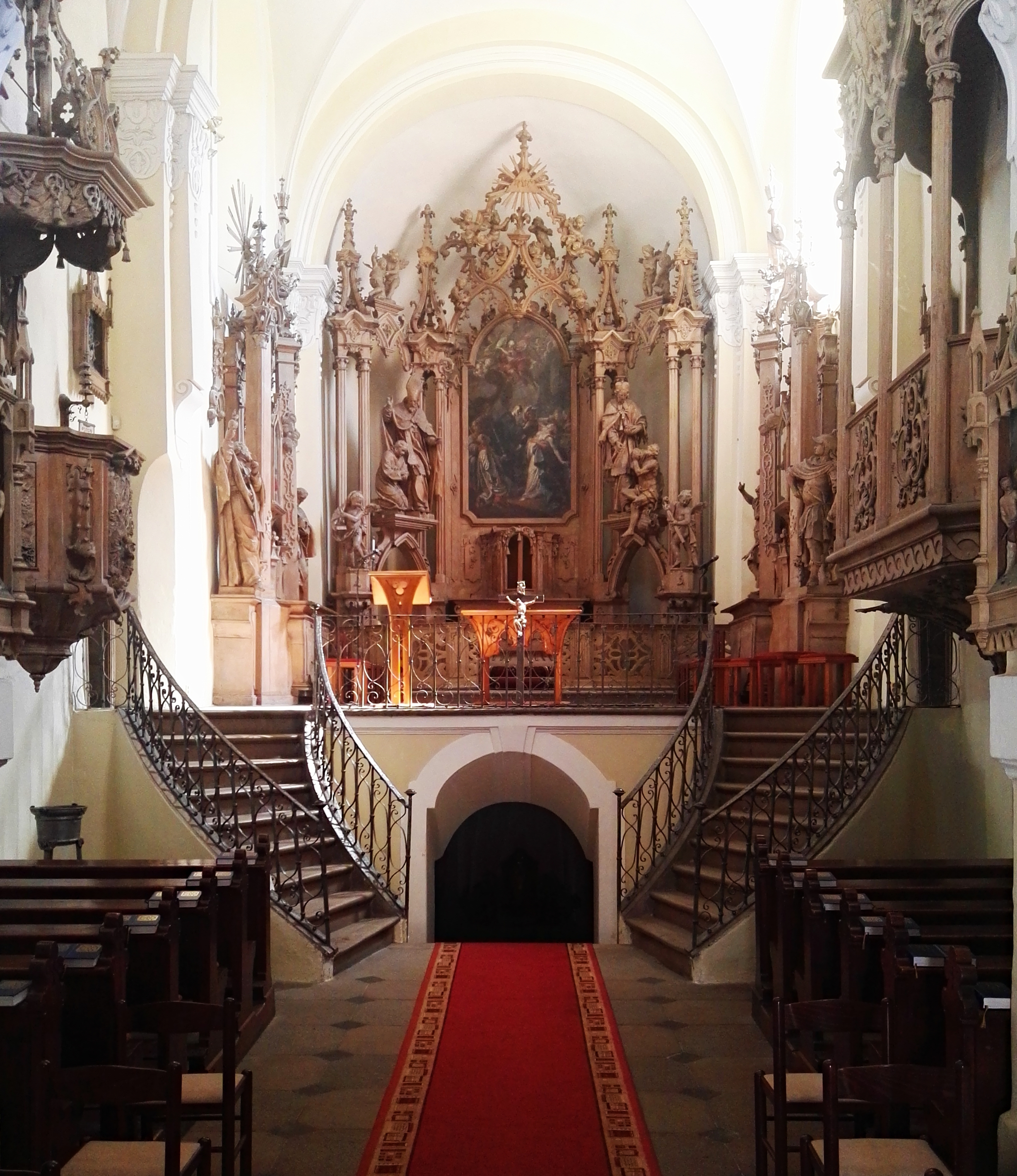
Pohled z kůru do chóru k hlavnímu oltáři.

Hlavní oltář stojí ve východní apsidě kostela na zvýšeném kněžišti. Zdobí jej obraz sv. Havla z roku 1750 od plzeňského malíře Františka Luxe. Na severní straně hlavního oltáře stojí sousoší sv. Libora a klečícího kajícníka, v němž se prý měl zpodobnit sám Widemann. Na jižní pak sousoší sv. Jana Nepomuckého s žebrákem, jenž prý zas nese podobu Widemannova pomocníka Daniela Piláta z Poříčí.
Na severní straně chóru je umístěn oltář Pražského Jezulátka se sádrovou soškou, po stranách pak sochy sv. Františka z Assisi a sv. Kajetána. Při jižní stěně chóru se nachází oltář sv. Anny se sochami římských vojáků sv. Donáta a sv. Teodora po stranách.
Na severní zdi lodi je umístěna dnes již nevyužívaná kazatelna, nesoucí tři plastické reliéfy s biblickými motivy (podobenství o rozsévači, konec světa a útěk Lota a jeho ženy ze Sodomy). Pod kazatelnou stojí cínová křtitelnice z roku 1629 s českým nápisem. Na jižní straně lodi se nachází oratoř, kterou zdobí sošky dvou andělů a lidská hlavu s trojí tváří (mladickou, mužskou a stařeckou) symbolizující běh lidského života. Na zdi mezi oratoří a kruchtou visí pozdně gotický kříž. Naproti němu visí obraz sv. Havla, který se původně nacházel na předešlém hlavním oltáři z roku 1680. Na kruchtě stojí varhany z roku 1868. Pod kruchtou se nacházejí dvě dřevěné sochy, Božského srdce Páně a Panny Marie, z roku 1901. Z téhož roku pochází i čtrnáct zastavení křížové cesty, které zdobí loď kostela.
Ve věži visí dva zvony z roku 1673. Větší nese jméno Havel, a menší Václav. Na obou je latinský nápis s německým dodatkem.